# Péter Erdő
Péter Erdö (Budimpešta, 25. lipnja 1952.), je mađarski rimokatolički kardinal i ostrogonsko-budimpeštanski nadbiskup te primas Mađarske. Predsjednik je mađarske biskupske konferencije i Vijeća europskih biskupskih konferencija. Trenutno je glavni relator kardinal za Biskupske sinode u Rimu. Tečno govori talijanski, mađarski i latinski. Péter Erdö je bio spominjan kao mogući kandidat za izbor pape tijekom konklave 2013.

## Životopis
Erdö je rođen u Budimpešti, 25. lipnja 1952., kao prvi od šest sinova Sándora i Marie (Kiss) Erdö. Studirao je u Ostrogonu i Budimpeštu. Doktorat teologije i kanonskog prava je postigao na Papinskom lateranskom sveučilištu u Rimu. Dana 18. lipnja 1975., Erdöa je za svećenika zaredio biskup László Lékai. Djelovao je kao vikar u Dorogu, a zatim je nastavio studij u Rimu od 1977. do 1980. Sljedećih osam godina, radio je kap profesor teologije i kanonskog prava u sjemeništu u Ostrogonu, a održavao je i gostujuća predavanja na nekoliko stranih sveučilišta. Godine 1988. je počeo predavati teologiju na Katoličkom sveučilištu "Pázmány Péter", služeći kao rektor od 1998. do 2003. godine. Od 2005. godine je Veliki kancelar sveučilišta.
Dana 5. studenog 1999. godine, imenovan je za pomoćnog biskupa u Székesfehérváru i titularnim biskupom Puppija. Biskupsku posvetu je dobio 6. siječnja 2000. godine, od pape Ivana Pavla II. Erdö je imenovan nadbiskupom Ostrogona i Budimpešte 7. prosinca 2002. godine, te je kao takav, dobio naslov primasa Mađarske. 
Erdö je bio jedan od kardinala birača koji su sudjelovali u konklavi 2013. godine, a može i dalje koristiti svoje pravo glasovanja u bilo kojoj budućoj konklavi do 80. rođendan, 25. lipnja 2032. godine. Izabran je za predsjednika Mađarske biskupske konferencije u rujnu 2005. godine te za predsjednik Vijeća biskupskih konferencija Europe u listopadu 2006. Za biskupsko geslo je uzeo U početku nije bilo ničega osim milosti (lat. Initio non erat nisi gratia).